# Железна Брезница (район Зволен)

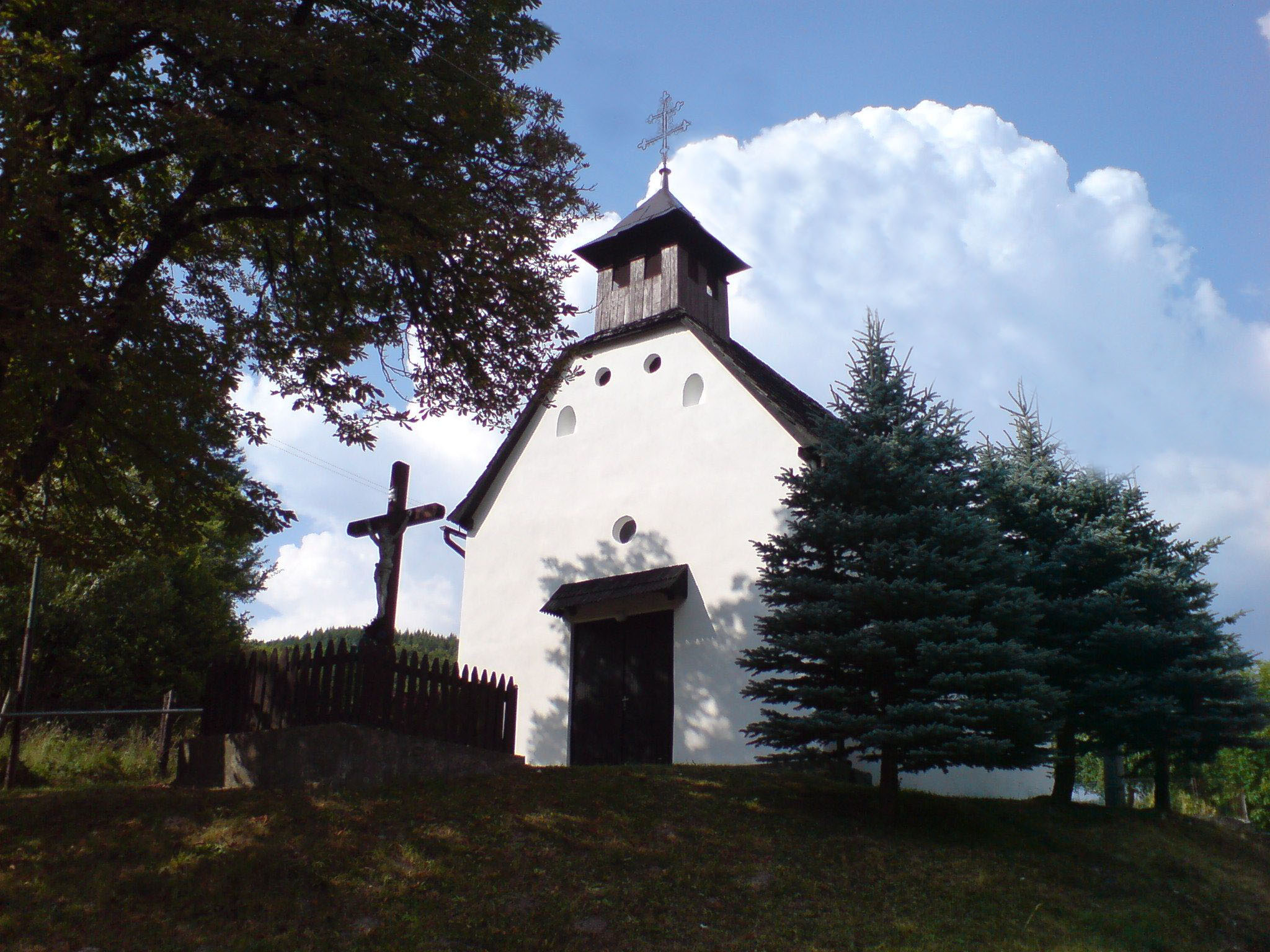
Часовня

Железна Брезница (словац. Železná Breznica , венг. Vaségető) — деревня в районе Зволен, Банска-Бистрицкого края в центральной части Словакии.
Расположена в Кремницких горах в нижней части Туровского предгорья в долине Брезницкого ручья. Центр деревни находится на высоте 460 м над уровнем моря и в 14 км от административного центра Зволена.
Население — 559 человек (по состоянию на 31 декабря 2020). Кадастровая площадь общины — 19,083 км².
Плотность — 29 чел/км².

## История
Впервые упоминается в документах в 1424 году. До 1918 года входило в состав Венгерского королевства, затем — Чехословакии, сейчас Словакии.

## Население
| Год:                | 1994 | 2004    | 2014    | 2024 |
| ------------------- | ---- | ------- | ------- | ---- |
| Количество человек: | 523  | 501     | 543     | 543  |
| Разница:            |      | −4,20 % | +8,38 % | +0 % |

## Достопримечательности
- Часовня св. Анны в стиле смешанного барокко и классицизма, построенная в 1755 году.
- Церковь Кирилла и Мефодия, построенная в 2010 году.